# Italien i olympiska vinterspelen 2014
Italien deltog i de olympiska vinterspelen 2014 i Sotji, Ryssland, med en trupp på 113 atleter fördelat på 13 sporter.
Fanbärare av den italienska truppen på invigningen i Sotjis Olympiastadion var Armin Zöggeler som tävlade i rodel.